# 上奧地利州

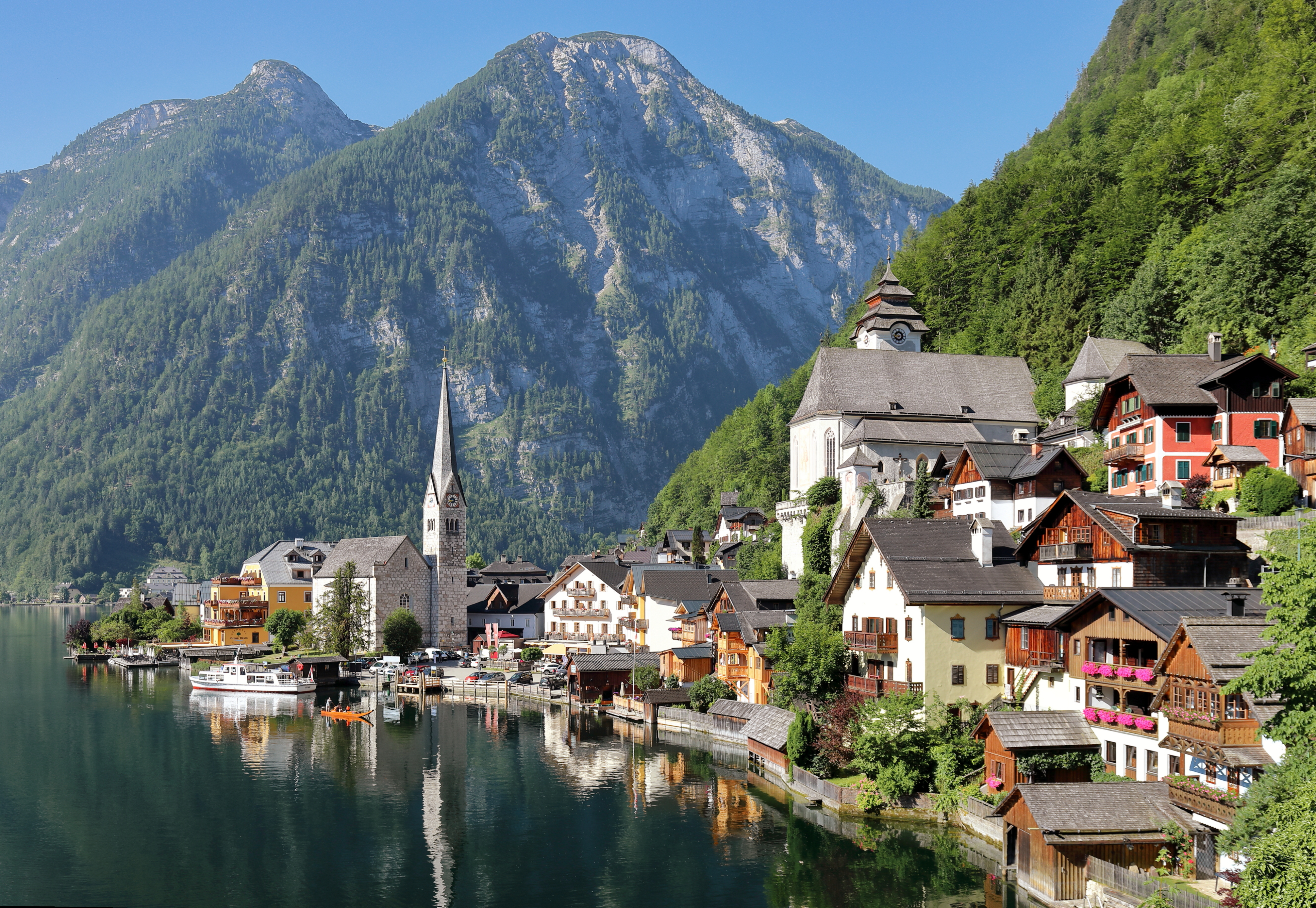
哈尔施塔特，上奥地利州萨尔茨卡默古特内的一个村庄

上奧地利州（德語：Oberösterreich，[ˈoːbɐˌʔøːstɐʁaɪç] ⓘ）是奧地利面積第四大的州（11,980平方公里）和人口第三多的州（1,376,797）。首府林茨。和德國与捷克共和国相连。上奥地利州是奥地利领先的工业区。截至2009年，上奥地利州约占该国出口的四分之一。

## 人口
截至2021年1月1日，该州有1,495,608人居住，其中107,318人（7.17%）是欧盟/欧洲经济区/瑞士/英国公民，96,623人（6.46%）是第三国国民。近几十年的移民人口主要来自德国、东南欧和土耳其，其中德国占1.77%，波黑占1.48%，塞尔维亚、黑山和科索沃占1.19%，土耳其占1.03%。由于2015年下半年以来的大批难民潮，来自阿富汗的人数增加到6,721人（0.45%），来自叙利亚的人数增加到6,023人（0.4%）。自中世纪以来，Mühlviertel一直居住着数百名辛提人，在人口普查中，只有极少数人真正自称属于他们的族群。
大多数上奥地利州人是基督徒：2001年，79.4%的人仍然属于罗马天主教会，约4.4%是福音派路德教会的成员，4.0%的穆斯林和8.8%的人没有信仰。到2020年底，天主教徒的比例下降到62%，而相应的新教徒比例约为上奥地利州人口的3.1%。

## 行政区划
上奥地利州分为15县3市。分别为：   
市
1. 施泰尔（法定市）
2. 韦尔斯（法定市）
3. 林茨（法定市）

縣
1. 因河畔布劳瑙县
2. 乌尔法尔城郊县
3. 佩尔格县
4. 克雷姆斯河畔基希多夫县
5. 因河地区里德县
6. 埃弗丁县
7. 弗克拉布鲁克县
8. 弗赖施塔特县
9. 施泰尔兰县
10. 林茨兰县
11. 格蒙登县
12. 格里斯基兴县
13. 罗尔巴赫县
14. 谢尔丁县
15. 韦尔斯兰县